# Primo maresciallo luogotenente
Nelle forze armate italiane la qualifica di primo maresciallo luogotenente era attribuita a coloro che avevano raggiunto il grado di primo maresciallo, che era il più elevato del ruolo marescialli / ispettori. Nel 2017  in seguito al riordino dei ruoli e delle carriere del personale delle Forze armate è stato introdotto il grado di Luogotenente e la qualifica di Primo luogotenente.
Nell'Arma dei carabinieri, la qualifica corrispondente era maresciallo aiutante  sostituto ufficiale di pubblica sicurezza, mentre nella Guardia di Finanza la corrispondente qualifica era luogotenente.
L'attuale distintivo di grado di luogotenente è simile a quello della precedente qualifica di primo maresciallo luogotenente dell'Esercito della Marina e dell'Aeronautica e nei Carabinieri, a quella di maresciallo aiutante sostituto ufficiale di pubblica sicurezza; differiscono per la dimensione della stelletta, ora più piccola della precedente.
Alla qualifica di primo maresciallo luogotenente potevano accedere coloro che avevano compiuto almeno 8 anni di permanenza nel grado di primo maresciallo per il personale militare dell'Esercito italiano, della Marina militare e dell'Aeronautica militare. Nella Guardia di Finanza per accedere alla qualifica di luogotenente erano necessaria una anzianità di servizio di almeno 8 anni nel grado di maresciallo aiutante, mentre nei Carabinieri potevano accedere alla qualifica di maresciallo aiutante luogotenente coloro che avevano un'anzianità di servizio di almeno 15 anni nel grado di maresciallo aiutante sostituto ufficiale di pubblica sicurezza.

## Esercito
Il grado di luogotenente, come la precedente qualifica di primo maresciallo luogotenente, viene attribuita dopo minimo 8 anni di permanenza nel grado di primo maresciallo.

L'insegna per controspallina del Luogotenente dell'Esercito Italiano

## Marina
Il grado di luogotenente, come nel precedente grado di primo maresciallo luogotenente in Marina è riservato a coloro che hanno prestato servizio per almeno 8 anni nel grado di primo maresciallo. Il suo distintivo di grado è costituito da tre binari blu bordati di rosso e da una stelletta d'oro bordata di rosso. Viene indossato sulla spalla dell'uniforme invernale e sul controspallino dell'uniforme estiva.

Il distintivo applicato sulla spalla dell'uniforme ordinaria invernale
Il distintivo per controspallina delle uniformi ordinaria e di servizio estiva
Fregio da berretto rigido per sottufficiali e ruolo truppa in servizio permanente della Marina Militare. Si noti lo sfondo blu sotto la torre e nell'ovale dell'ancoretta

## Aeronautica
Il grado di luogotenente, come nel precedente grado di primo maresciallo luogotenente nell'Aeronautica Militare è riservato a coloro che hanno prestato servizio minimo 8 anni nel grado di primo maresciallo. Il suo distintivo di grado era costituito da tre barrette d'oro screziate di azzurro, bordate di rosso e da una stelletta d'oro bordata di rosso.

L'insegna per controspallina del Luogotenente dell'Aeronautica Militare

## Carabinieri
Nell'Arma dei carabinieri, la qualifica corrispondente di maresciallo aiutante luogotenente aveva rango preminente sul grado di maresciallo aiutante sostituto ufficiale di pubblica sicurezza. Per accedervi il candidato doveva aver trascorso almeno 15 anni di permanenza in tale grado. In realtà, esistevano una serie di disposizioni transitorie le quali, una volta entrate a regime, potevano far conseguire questa qualifica anche in meno di quindici anni di permanenza nel grado di maresciallo aiutante e pertanto vi era chi la conseguiva dopo 8 anni e chi dopo 9, 10, 11 e così via.
Nel 2017 la qualifiche di Maresciallo aiutante luogotenente e di maresciallo aiutante sostituto ufficiale di pubblica sicurezza sono state sostituite rispettivamente da quella di luogotenente e di Maresciallo maggiore, con il rango di luogotenente che ha un rango preminente sul grado di maresciallo maggiore. 
Il distintivo di grado di luogotenente è uguale a quello di maresciallo aiutante luogotenente ed è costituito da tre barrette d'argento bordate di rosso e da una stelletta d'oro bordata di rosso.
Generalmente a coloro che hanno la qualifica di luogotenente, così come a coloro che avevano il grado di maresciallo aiutante luogotenente viene affidato il comando di stazione, tuttavia possono diventare "comandante di stazione" anche semplici marescialli. mentre non possono diventare "comandante di stazione" i marescialli usciti di prima nomina dalla scuola triennale allievi marescialli. 
Talvolta ad un luogotenente, così come in precedenza ad un maresciallo aiutante luogotenente può essere affidato il comando di un plotone all'interno di un reggimento o di un battaglione. 

Controspallina di luogotenente dell'Arma dei Carabinieri.
Distintivo da braccio (solo sinistro) per "comandante di stazione".
Fregio da cappello, granata sfuggente, dorata a 13 punte su panno nero per marescialli, ufficiali inferiori e ufficiali superiori dei carabinieri.

## Comparazione con i gradi dei corpi ad ordinamento militare

Distintivo di grado per controspallina di Luogotenente della GdF

## Comparazione con le qualifiche dei corpi ad ordinamento civile

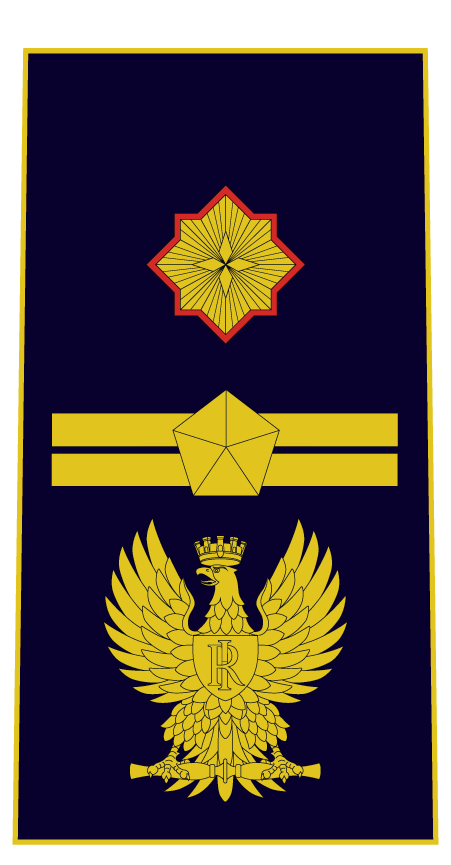
Distintivo di qualifica su controspallina di ispettore superiore sostituto commissario della Polizia di Stato
Distintivo di qualifica su controspallina di ispettore superiore sostituto commissario della Polizia Penitenziaria
Sostituto direttore antincendi capo del Corpo nazionale dei vigili del fuoco